# Xavier Cañellas
Xavier Cañellas Sánchez (Puigpunyent, 16 maart 1997) is een Spaans baan- en wegwielrenner die sinds 2025 rijdt bij het Portugese Anicolor / Tien 21.

## Carrière
In 2014 werd Cañellas Europees beloftenkampioen op het omnium. Bij de eliterenners werd hij tussen 2015 en 2019 vijfmaal op rij nationaal kampioen in de ploegenachtervolging. In die periode werd hij, samen met Albert Torres, ook driemaal nationaal kampioen ploegkoers.
Op de weg behaalde Cañellas tot 2019 meerdere overwinningen in het Spaanse nationale circuit, alvorens hij prof werd bij Caja Rural-Seguros RGA. In zijn eerste seizoen bij de ploeg nam hij onder meer deel aan de Ronde van Turkije en de Adriatica Ionica Race.

## Palmares

### Wegwielrennen
2020
1e etappe Belgrado-Banjaluka
2023
Puntenklassement Ronde van Cova da Beira

### Baanwielrennen
| Jaar     | SK                                                                 | EK                                  | WK                                  | Overig   |
| Junioren | Junioren                                                           | Junioren                            | Junioren                            | Junioren |
| -------- | ------------------------------------------------------------------ | ----------------------------------- | ----------------------------------- | -------- |
| 2014     | Scratch · 1 km · Ploegenachtervolging · Ploegkoers · Achtervolging | Omnium                              |                                     |          |
| Beloften |                                                                    |                                     |                                     |          |
| 2017     |                                                                    | 4e Scratch 7e Afvalkoers 10e Omnium |                                     |          |
| Elite    |                                                                    |                                     |                                     |          |
| 2015     | Ploegenachtervolging · 6e Ploegkoers                               |                                     |                                     |          |
| 2016     | Ploegenachtervolging · Ploegkoers · 4e Scratch · 6e Achtervolging  |                                     | 13e Ploegenachtervolging            |          |
| 2017     | Ploegenachtervolging · Ploegkoers · Scratch · 4e Achtervolging     |                                     |                                     |          |
| 2018     | Ploegenachtervolging · Ploegkoers · 6e Achtervolging               |                                     | 7e Scratch 16e Ploegenachtervolging |          |
| 2019     | Ploegenachtervolging · Ploegkoers · Scratch · 6e Achtervolging     |                                     |                                     |          |
| 2020     | Afvalkoers · Scratc · 5e Puntenkoers                               |                                     |                                     |          |
| 2021     |                                                                    |                                     |                                     |          |
| 2022     | Omnium · Ploegkoers · Puntenkoers                                  |                                     |                                     |          |
| 2023     | Puntenkoers · Scratch                                              |                                     |                                     |          |

## Ploegen
- 2019 –  Caja Rural-Seguros RGA
- 2020 –  Caja Rural-Seguros RGA
- 2021 –  Gios
- 2024 –  Euskaltel-Euskadi
- 2025 –  Anicolor / Tien 21

Aberasturi · Amezqueta · Aranburu · Banaszek · Cañellas · Cepeda · Tsjernetski · Cuadros · Gonçalves · González · Irisarri · Lastra · Malucelli · Molina · Mora · Moreira · Nicolau · Pardilla · Rodríguez · Serrano · Soto · Lazkano (stagiair) · Martín (stagiair) · Pascual (stagiair)
Aberasturi · Alustiza · Azparren · Azurmendi (tot 15/4) · Berasategi · Bizkarra · Bonillo · Bou · Cañellas · Cuadrado · de la Parte · Etxeberria · Fouché · Isasa · Iturria · Juaristi · López de Abetxuko · Martín · Maté · Mintegi · Zubeldia · Ganzabal (stagiair)